# Didonica crassiflora
Didonica crassiflora är en ljungväxtart som beskrevs av J.L. Luteyn. Didonica crassiflora ingår i släktet Didonica och familjen ljungväxter. Inga underarter finns listade i Catalogue of Life.